# Хто поїде в Трускавець
«Хто поїде в Трускавець» (рос. Кто поедет в Трускавец) — радянський художній телефільм 1977 року, знятий режисером Валерієм Ахадовим за однойменним твором Максуда Ібрагімбекова.

## Сюжет
Герой фільму («Він»), молодий талановитий учений, отримавши в експерименті цікаві результати, дозволяє собі пару днів відпочинку. Він йде в поліклініку і, переконливо симулюючи біль в коліні (після секундного роздуму Він вибирає ліве), легко вибиває з втомленого хірурга жаданий бюлетень. На виході Він знайомиться з чарівною молодою жінкою («Вона»), відносини з якою розвиваються спочатку досить банально. Обидва не надають їм особливого значення. Тим більше, обидва знають, що все це скоро закінчиться — Вона змушена виїхати, щоб супроводжувати на курорт хвору маму. Вона їде. Несподівано для самого себе, Він раптом вперше в житті відчуває, що таке справжня самотність. Що таке туга за коханою. Що таке любов… І вилітає до Трускавця літаком, смакуючи, як здивується Вона, побачивши його на вокзалі серед зустрічаючих… Єдине, чого дивується він сам — так це того, чому у нього так болить ліве коліно…

## У ролях
- Олександр Кайдановський —  Він
- Маргарита Терехова —  Вона
- Микола Гринько —  його батько
- Олексій Бойко —  Тімо
- Євгенія Симонова —  медсестра в реєстратурі
- Віктор Мізін —  хірург в поліклініці

## Знімальна група
- Автор сценарію: Максуд Ібрагімбеков
- Режисер-постановник: Валерій Ахадов
- Оператор-постановник: Давлат Худоназаров
- Художник-постановник: Леонід Шпонько
- Композитор: Фіруз Бахор